# Federación australiana de baloncesto

La Basketball Australia es el organismo que rige las competiciones de clubes y la Selección nacional de Australia. Pertenece a la asociación continental FIBA Oceanía.

## Registros
- 470 Clubes Registrados.
- 930,818 Jugadoras Autorizadas
- 127,699 Jugadores Autorizados
- 800,000 Jugadores NoAutorizados

## Clubes de Primera División (Masculino)
- Adelaide 36ers
- Brisbane Bullets
- Cairns Taipans
- Canberra Cannons
- Melbourne Tigers
- Perth Wildcats
- Sydney Kings
- Townsville Crocodiles
- Victoria Giants
- West Sydnet Razorbacks
- Wollongong Hawks

## Clubes de Primera División (Femenino)
- Adelaide Lightning
- Australian Institute of Sport
- Bulleen Melbourne Boomers
- Canberra Capitals
- Dandenong Rangers
- Perth Lynx
- Sydney Flames
- Townsville Fire